# Abhurite
La abhurite è un minerale che prende il nome da Sharm Abhur, una baia sul Mar Rosso.